# Maison Hans Dominik
 (janvier 2021).
La maison Hans Dominik est la première bâtisse en dur de Yaoundé, construite par le chef de poste, officier lieutenant puis capitaine Hans Dominik.

## Tourisme
Elle est sous gestion du ministère camerounais de la culture et offerte à la visite des touristes. Elle est située en plein centre de Yaoundé; abritée par des bâtiments ministériels. Il se trouve derrière le ministère des finances et abrite les services du ministère de la culture.

### Articles liés
- Hans Dominik